# Mi–26
A Mi–26 (oroszul Ми-26, NATO-kódja Halo) a Szovjetunióban katonai célra kifejlesztett személy- és teherszállító helikopter, amely hadrendbe állítása óta a legnagyobb méretű és teljesítményű sorozatban gyártott forgószárnyas repülőgép. A Mil Tervezőirodában (OKB–329) a Mi–6 leváltására fejlesztették ki az 1970-es évek második felében, a Mi–12 technológiai demonstrátorokat is alapul véve. A második legnagyobb helikoptertípus a Mi–12 mögött, a Mil-iroda mégis elhatározta egy még nagyobb helikopter tervezését, melynek előzetes típusjele Mi–46. A típus iránt az európai NATO-tagországok némelyike is érdeklődött (Franciaország, Németország, Nagy-Britannia), Franciaországban néhány hónapig tesztelték is 2008-ban.

## Története
A Mi–26-ot az alapkoncepció szerint mind katonai, mind polgári piacra rendszeresíteni kívánták. A tervezés során alapul vették az Mi–6 és a Mi–12 tervezése és előbbi üzemeltetése során tapasztaltakat. A megkívánt cél a Mi–6 hasznos belső térfogatának és teheremelésének kétszerese lett, mellyel a világ legnagyobb és leggyorsabb sorozatgyártott helikoptere lett volna. Ekkoriban a Chinook volt a „leggyorsabb” teherszállító helikopter. Elsődleges célként kikötötték, hogy egy 13 tonna össztömegű lövészpáncélost képes legyen elszállítani, illetve célként felmerült a kis-középhatótávolságú ballisztikus rakéták továbbszállítása a telepítési területeikre, melyeket An–22 és Il–76 teherszállítók szállították volna a végrakodó-reptérre.
A helikopter terveit Marat Tyiscsenko, Mihail Leontyjevics Mil tanítványa készítette el. Az első példány 1977. december 14-én szállt fel először, szovjet katonai szolgálatba 1983-ban lépett.

## Szerkezeti kialakítás
A típus hagyományos, duplaabroncsú tricikli-futóművel van ellátva. Törzse szintén hagyományos, keresztbordák és hosszmerevítők rendszere, fémlemez burkolattal a külső felületen (a rakodótér nincs burkolva). A pilótafülke a törzs elején, a rakodórámpa a törzs hátsó részén lett kialakítva. A rakodótér és a pilótafülke között szintkülönbség van. A rakodótérben jobb oldalon négy, a bal oldalon három kör alakú ablak van elhelyezve, a jobb oldalon egy, a bal oldalon két deszantajtóval. A rakodórámpa lefelé, oldalra egy-egy áramvonalazó lemez nyílik ki. A rakodótér fölé lett elhelyezve a két hajtómű és a főtengely, hagyományosan önálló blokkban, műszaki vizsgálatukhoz, javításukhoz csak a bal oldalon lett kialakítva acél csőlétra. A gép képes egy működő hajtóművel is repülni, repülőtömegtől függően. A helikopter hagyományosan egy fő- és egy farokrotorral van felszerelve, a főrotor nyolc lapátból áll, elsőként az üzemelő helikopterek között. A farok fektetett „D” keresztmetszetű, melyben a transzmissziós tengely halad, meghajtva az ötágú farokrotort. A gép kevéssel nagyobb össztömeg mellett nyolc tonnával több terhet képes emelni (20 tonnát), mint elődje, a Mi–6.

## Típusváltozatok
- V–29: prototípus
- Mi–26 (NATO-kód: Halo-A): a típus első sorozatban gyártott változata
- Mi–26A: modernizált repülési és navigációs rendszerrel felszerelve
- Mi–26M: a Mi–26 modernizált változata
- Mi–26MSZ: légimentő változat
- Mi–26NEF–M: tengeralattjárók elleni harcra felkészített változat, az orrba felderítő berendezéseket építettek
- Mi–26P (passzazsirszkij): személyszállító változat, berendezett utasterében 63 főt képes szállítani
- Mi–26PP: rádióátjátszó változat
- Mi–26PK: (vagy K) légidaru változat, melynél a teherteret elhagyták és a Mi–10K-hoz hasonlóan alakították ki a törzsközéprészt.[1]
- Mi–26SZ: katasztrófavédelmi változat, speciális fedélzeti berendezésekkel és védőfelszerelésekkel
- Mi–26T: polgári teherszállító változat
- Mi–26TC: polgári teherszállító változat
- Mi–26TM: légidaru változat, melynek a hátsó, lehajtórámpa helyén egy figyelőfülkét alakítottak ki
- Mi–26TP: tűzoltó változat
- Mi–26TSZ: a Mi–26T exportváltozata
- Mi–26TZ: üzemanyagszállító változat
- Mi–27: repülő harcálláspont, mindössze két példány épült belőle

## Megrendelő és üzemeltető országok

### Katonai üzemeltetők
- Fehérorosz Légi- és Légvédelmi Erő: 14 darab (64, ...)
- Kongói Demokratikus Köztársaság Légiereje
- Indiai Légierő: (Z2897, ...)
- Laoszi Légierő
- Mexikói Légierő
- Nepál Légierő
- Kínai Légierő
- Perui Légierő
- Orosz Légierő
- Szovjet Légierő
- Ukrán Légierő: Ukrajna 22 darab Mi–26-os helikoptert örökölt a Szovjetuniótól. A gépek az Ukrán Fegyveres Erők Szárazföldi Erőinek 7. Önálló Csapatrepülő Ezredénél üzemeltek. Az ezred elődjét 1986-tól szerelték fel Mi–26-osokkal. A gépek részt vettek az 1986-os csernobili reaktorbaleset következményeinek felszámolásában. Az 1990-es évektől több békefenntartó misszióban is részt vettek. 2011-ben még két darab volt üzemképes, a többi gép üzemen kívül, tartalékban volt.[2]
- Üzbegisztáni Légierő
- Venezuelai Légierő: a Mi–26T-ket modernizált rendszerekkel Mi–26T2 Pemon néven rendszeresítették, 2007. január elejétől (EV-0681, EBV-07103, EBV-07104, ...)

### Polgári üzemeltetők
- Aeroflot: gépeinek nagy részét valószínűleg polgári repülőtársaságoknak adta el (Pecotox Air, Rosztvertol, Scorpion International Services, Skytech Helicopter Service, UTair Aviation stb.) az 1990-es, 2000-es években (СССР-06001, СССР-06029, СССР-06033, СССР-06046, СССР-06121, СССР-06141[3] RA-06009, RA-06018, RA-06019, RA-06025, RA-06040, RA-06042, RA-06089, RA-06263, ...)
- ENSZ: üzemeltetett gépeket humanitárius segélyszállítási céllal a jugoszláviai háborúban (ukrajnai fekete 64-es), illetve 1992 őszén a UN 255 lajstromú (volt orosz RA-06188) Kambodzsában lett bevetve. 2003 július végén Kinduban, a Kongói DK-ban a UN 835 (RA-06181), ugyanez a gép ebben a hónapban Entebbeből Ruandába is szállított, illetve a Sierra Leone-i Freetownba többek között a UN-092 is vitt segélyszállítmányokat 2003 júliusában.[4] Novemberben az RA-06079 volt látható ENSZ-színben Kinduban, a következő év márciusában pedig az RA-06121 és az RA-06292 volt látható a libériai Monrovia melletti Roberts nemzetközi repülőtéren. 2005 júliusában İzmirben volt látható az RA-06121 UN festéssel, 2005. május elején a RA-06283 Fehéroroszországban. Szudánban három Mi–26T-t alkalmaztak 2007-ben, orosz zászló alatt. Az egyik bázisa El Obeid-ben (UNO 550, orosz lajstroma RA-06267), a másiké a dél-szudáni Jubában, a harmadiké Kaduqliban van a Nubah-hegység közelében. Utóbbi kettő közül az egyik az RA-06292 lajstromú UN–155, a másik az RA-06078 számú UN–156. A két gép 2006-ban Libériában is teljesített szolgálatot a Roberts repülőtéren.